# Émerson Carvalho da Silva
Émerson Carvalho da Silva, född 5 januari 1975, är en brasiliansk tidigare fotbollsspelare.
Émerson spelade 3 landskamper för det brasilianska landslaget.